# Супоївська сільська рада
| Супоївська сільська рада — колишній орган місцевого самоврядування у Яготинському районі Київської області з адміністративним центром у с. Супоївка. Історична дата утворення: в 1919 році. Водоймища на території, підпорядкованій даній раді: річка Супій. Сільській раді підпорядковані населені пункти: - с. Супоївка - с. Дзюбівка - с. Озерне - с. Черкасівка |

## Склад ради
Рада складається з 12 депутатів та голови.

### Керівний склад ради
| ПІБ                           | Основні відомості                                                 | Дата обрання | Дата звільнення |
| ----------------------------- | ----------------------------------------------------------------- | ------------ | --------------- |
| Іваніщенко Наталія Михайлівна | Сільський голова, 1963 року народження, освіта, позапартійна      | 26.03.2006   | 31.10.2010      |
| Півак Ігор Володимирович      | Сільський голова, 1981 року народження, освіта вища, безпартійний | 31.10.2010   |                 |

Примітка: таблиця складена за даними джерела